# Andreas Hestler
Andreas Hestler (nascido em 12 de maio de 1970) é um ex-ciclista canadense. Ele representou o Canadá nos Jogos Olímpicos de Verão de 1996, em Atlanta.